# Sara Braun

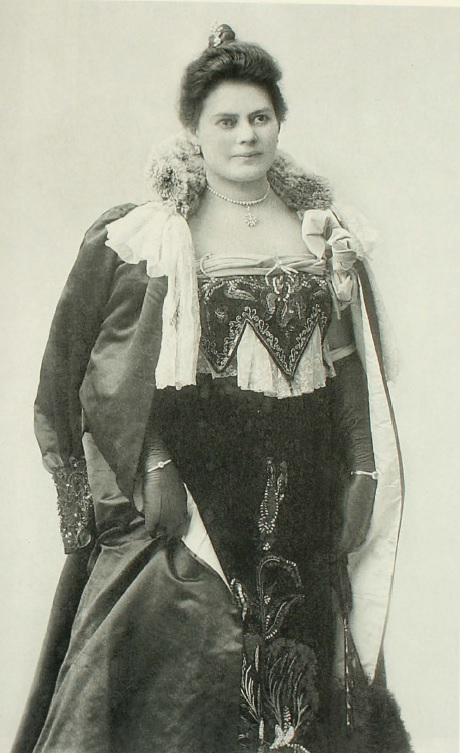
Sara Braun (um 1900)

Sara Braun Hamburger, auch Hamburguer (* 16. Dezember 1862 in Talsi, Kurland, heute Lettland; † 22. April 1955 in Viña del Mar, Chile), war eine aus dem zaristischen Russland gebürtige und nach Südchile ausgewanderte Unternehmerin. Neben dem asturischen Kaufmann José Menéndez und dem portugiesischen Wal- und Robbenfänger José Nogueira war sie die mächtigste Unternehmerin der Region.

## Leben
Die Tochter des Klempners Elias Braun und seiner Ehefrau Sofia Hamburger aus wahrscheinlich ursprünglich jüdischer Familie wanderte mit ihren Eltern und den Geschwistern Moritz (Mauricio), Anna und Fanny nach Chile aus. 1874 ließ sich die Familie im südchilenischen Punta Arenas nieder. Obwohl ursprünglich mittellos, gelang es ihr, durch Nutzung der damaligen staatlichen Landzuteilungen und durch wirtschaftliche Aktivitäten in verschiedenen Bereichen in die wohlhabenderen Kreise der Boomstadt nahe dem Kap Hoorn aufzusteigen. Der Entzug der Lebensgrundlagen der Selk’nam wurde unter ihrer Verantwortung weitergeführt. Brauns Gesellschaft war in erheblichem Maß am Völkermord an den Selk’nam, einem Teil der indigenen Feuerländer, beteiligt. Maßgeblichen Anteil hatte daran jedoch vor allem der argentinische Unternehmer Julio Popper.

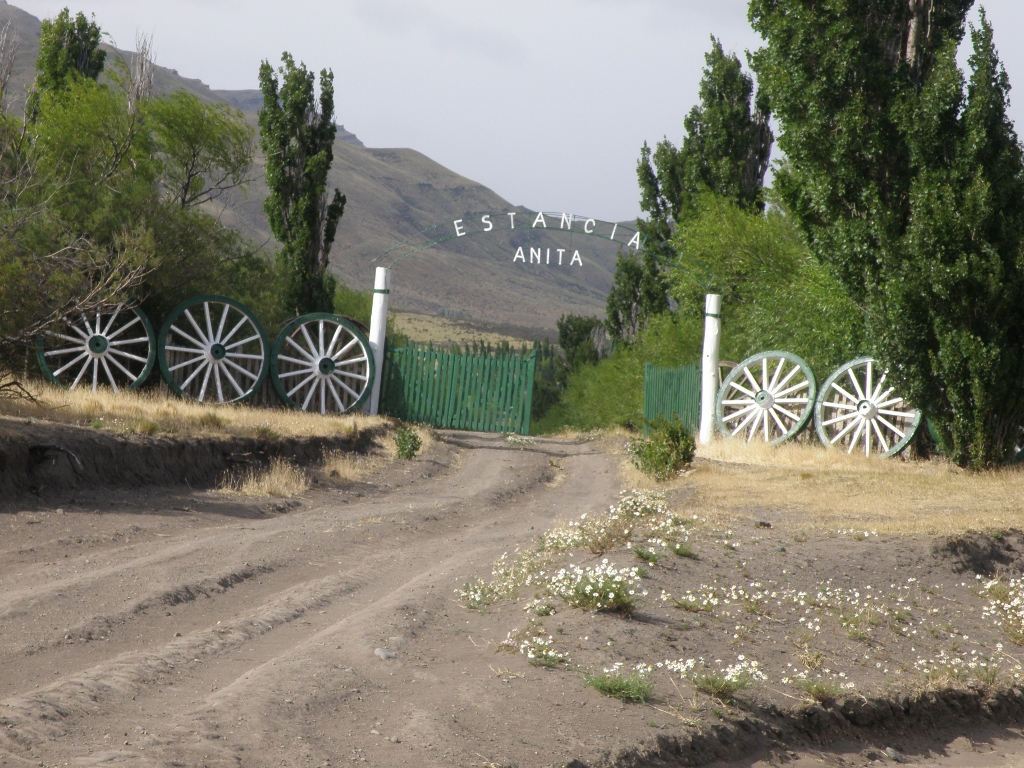
Eingang zur Estancia Anita

Die wirtschaftliche Zusammenarbeit der Familie Braun mit José Nogueira, Reeder, Schafzüchter und Lederexporteur entstand 1880, weil Nogueira Analphabet war und im damals 15-jährigen lesekundigen Mauricio eine zuverlässige Stütze seines Geschäfts erkannte. Mauricio wurde bald dessen Bevollmächtigter. Im April 1889 gelang es Nogueira, sich von der Regierung einen Pachtvertrag über 180.000 Hektar Feuerlandland zu sichern, und sieben Monate später pachtete sein Schwager Mauricio Braun weitere 170.000 Hektar. Im folgenden Jahr erwarb Nogueira zusammen mit Braun einen 20-jährigen Pachtvertrag für 1.009.000 Hektar zusätzliches Land von der Regierung von Präsident José Manuel Balmaceda mit der Maßgabe, dass diese eine chilenische Firma zur weiteren Umsetzung gründen. Insgesamt gaben die Pachtverträge Nogueira und seinen Verwandten die Kontrolle über ein Drittel der 3.000.000 Hektar Land in Feuerland. Die geschäftliche Verbindung beider Familien mündete 1887 in der Eheschließung von Sara Braun und José Nogueira. 1893 verstarb Noguera allerdings während eines Aufenthalts in Peru an der Lungentuberkulose. 
Zusammen mit ihrem Bruder Mauricio gründete Sara Braun im August 1893 zur Ausbeutung der Ländereien die Sociedad Explotadora de Tierra del Fuego (Gesellschaft zur Ausbeutung von Feuerland). Damit hatten sie ein Monopolunternehmen gegründet, das die Schafproduktion in der Region kontrollierte und die Entwicklung Südchiles maßgeblich beeinflusste. Am 25. September 1905 erwarb die Sociedad Explotadora de Tierra del Fuego in einer öffentlichen Auktion zahlreiche öffentliche Ländereien im chilenischen Patagonien (8.500 Hektar) und der Region Última Esperanza (330.540 Hektar). Darüber hinaus wurden in diesem Jahr und zu Beginn des Jahres 1906 71.622 Hektar von Privatpersonen aus Última Esperanza erworben.
Mauricio heiratete 1895 in die Familie Menéndez ein, als er die älteste Tochter Josefina ehelichte. Aus der Verbindung mit José Menéndez († 1918) entstand 13 Jahre später die Sociedad Anónima Importadora y Exportadora de la Patagonia (Patagonische Import- und Export-AG). Ihre Geschäftsfelder waren Schiffslinien nach Europa und entlang den südamerikanischen Küsten, der Import und Export von Gütern, insbesondere aller Erzeugnisse der eigenen Schaffarmen, Großschlachthöfe und Kühlhäuser, sowie die Bereiche Versicherungsunternehmen, Banken, Telefon- und Telegrafendienste und Beteiligungen an Elektrizitätswerken im Cono Sur. Mauricio und Sara Braun verwalteten persönlich Ländereien im Umfang von geschätzten 1.375.000 Hektar.

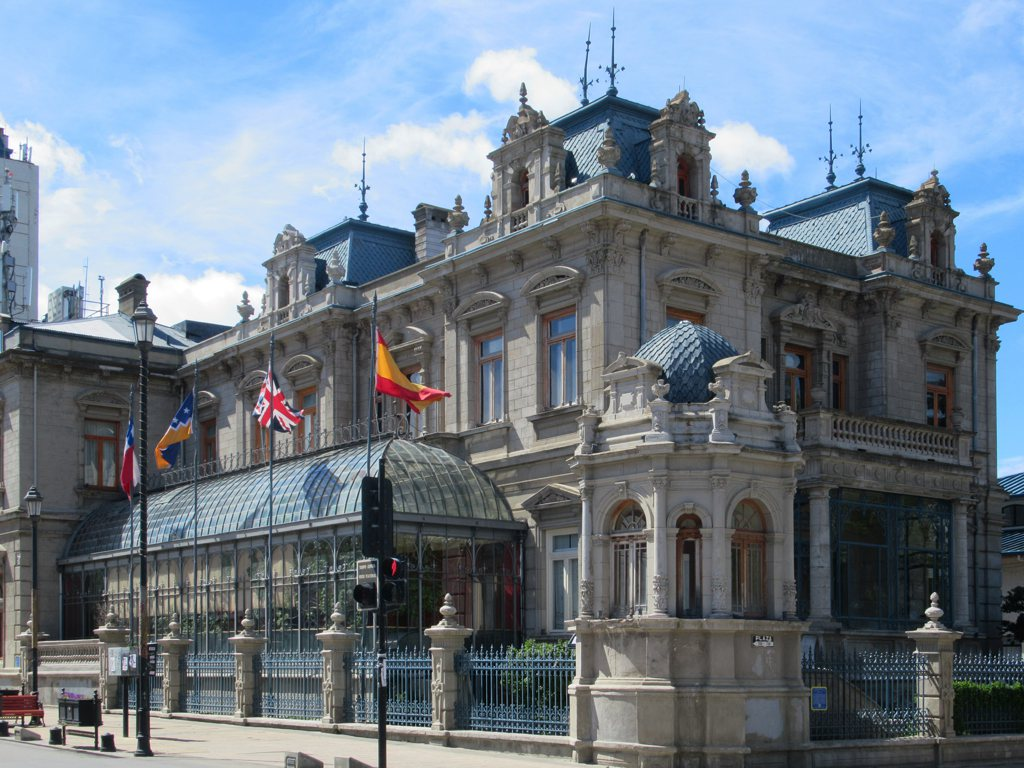
Palacio Sara Braun

Generalstreiks gegen das Unternehmenskonglomerat Braun-Menéndez im April und im Dezember 1918, ausgerufen in Puerto Deseado und Punta Arenas, wurden von Polizeikräften gewaltsam beendet. Tote und Verletzte waren die Folge. Danach erfasste die Streikwelle auch den argentinischen Teil Patagoniens, wo es ebenfalls Todesopfer gab. Mauricio Braun und weitere Großgrundbesitzer erwirkten 1921 eine Militärintervention unter dem Kommando von Oberstleutnant Héctor Varela beim argentinischen Staatspräsidenten Hipólito Yrigoyen. Bei Zusammenstößen mit den Streikenden wurden rund 1500 Arbeiter getötet. Ein letztes Blutbad vor dem Ende des Arbeitskampfs ereignete sich im Dezember 1921 auf der Estancia Anita der Familie Braun-Menéndez, die am Lago Argentino zwischen den Torres del Paine und dem Fitzroy-Massiv liegt. Etwa 120 Arbeiter mussten ihre eigenen Gräber schaufeln und wurden dann erschossen. Etwa 300 Arbeiter wurden verschont, da die Estancia weiter produzieren sollte. Die Arbeiter, die einige ihrer Vorgesetzten als Geiseln genommen hatten, ergaben sich und wurden getötet. Fast alle waren Chilenen. Unter den Opfern befanden sich zudem zwei deutsche Anarchisten. Der Kommandant wurde im Januar 1923 von einem anarchistischen Neueinwanderer ermordet.
1928 erhob der Journalist José María Borrero schwere Vorwürfe gegen die Brauns und weitere Großgrundbesitzer. In seinem 125-seitigen Buch Tragisches Patagonien – Morde, Räuberei und Sklaverei behandelte er Menschenrechtsverletzungen in der Provinz Santa Cruz, einschließlich die Schuldknechtschaft vieler peones und Gauchos. Lohn wurde ausschließlich in Form von Gutscheinen für die überteuerten betriebseigenen Läden ausbezahlt. Familiengründung war verboten.
Karitative und weitere Maßnahmen zur Aufbesserung ihres Ansehens waren finanzielle Beihilfen zur Gründung eines Zweigvereins des Roten Kreuzes, zu der Errichtung eines Magellan-Denkmals und zur Förderung des örtlichen Schulwesens. Für sich und ihren Bruder ließ Sara Braun 1905 eine Villa erbauen, deren Innenausstattung vollständig aus Europa geliefert wurde. Sie war auch Bauherrin eines 1895 errichteten Luxuswohnhauses im französischen Stil in Punta Arenas (heute Palacio Sara Braun genannt). Die kinderlose Unternehmerin zog sich in ihren späteren Jahren nach Viña del Mar zurück, wo sie 1955 starb. Das Palais im Stil der Beaux-Arts-Architektur dient heute nach langjährigen Turbulenzen als Hotel und Treffpunkt des Club de la Unión. Es steht unter Denkmalschutz.

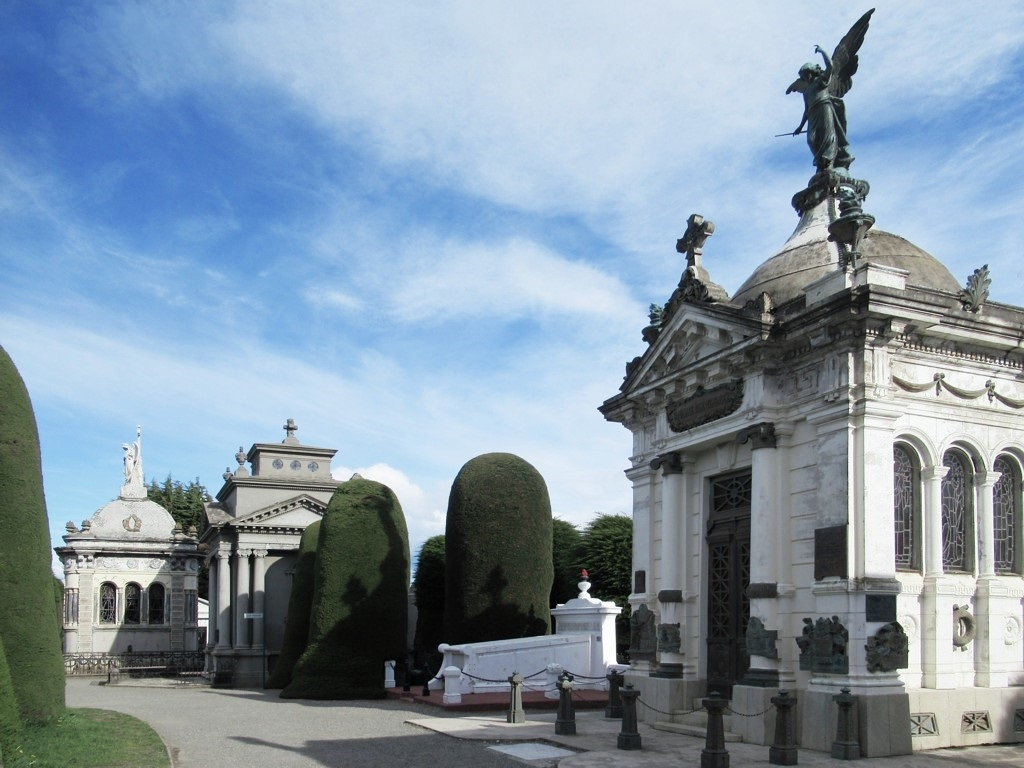
Friedhof von Punta Arenas

Die Familie Braun errichtete ein prächtiges Mausoleum im russisch-byzantinischen Stil auf dem Friedhof von Punta Arenas, wo auch der für Menéndez tätige, am Genozid der Selk’nam beteiligte Alexander McLennan begraben liegt. Das luxuriöse Familiengrab umfasst einen eigenen kleinen Park, der mit Mauern und Gitterstäben eingefasst ist und gilt als das teuerste Grab auf dem Friedhof. Diese Extravaganz wurde Braun von der Friedhofsverwaltung erlaubt, weil sie ein bombastisches Jugendstil-Eingangstor für den Friedhof gespendet hatte.